# Мерцедес-Бенц G-класа
„Мерцедес-Бенц G-класа“ (Mercedes-Benz G-Klasse) е модел автомобили с повишена проходимост, произвеждан от германския производител „Мерцедес-Бенц“ от 1979 година насам.
Към 2015 в завода в Грац, Австрия, от 1979 до 2015 са произведени над 200 000 автомобила.

## W460 (1979 – 1990)
Първата генерация на модела, е проектирана от инженерите на Мерцедес-Бенц, австрийските Щаер и Пух. Автомобилът е проектиран и изпитван да бъде високопроходим и да издържа на много трудни условия. Предназначен е бил за военен автомобил и като база за специализирани автомобили, използвани в планинските райони и степите.
Името на модела идва от Geländewagen(високопроходим автомобил, за тежки условия) и от там за абревиатура се използва латинската буква G (G-klasse, G-class).
Производството на модела започва през 1979.
Първите подсерии на модела 230 G (бензин) и 240 GD (дизел), след две години стъпват и на американския пазар.
Цената на автомобила започва от 135 000 щатски долара.
280 GE участва в международното рали Париж-Дакар
и се доказва като един от най-здравите автомобили в класа си.